# Post Danmark Rundt 2006
Post Danmark Rundt 2006 var 16. udgave af det danske cykeletapeløb Post Danmark Rundt. Løbet blev i 2006 afviklet i dagene mellem den 2. og den 6. august.

## Etaper
Løbet består af 6 etaper med en samlet distance på 870 km.

### Etape 1:Frederikshavn–Viborg(210 km)
Dette er løbets længste etape, hvor rytterne starter i Frederikshavn, kører tværs gennem Vendsyssel hvorefter de drejer sydover mod Viborg.
Rute: Frederikshavn-Hjørring-Løkken-Brovst-Løgstør-Farsø-Gedsted-Skals-Viborg, hvor der vil blive kørt to omgange af 4,5 km, med mål på Rødevej.
Tema om 1. etape på PDFnet: Post Danmark Rundt i Vesthimmerland 2006 Arkiveret 26. september 2007 hos  Wayback Machine
Vinder:
Aitor Galdos Alonso
Førertrøjen:
Aitor Galdos Alonso

### Etape 2:Aalestrup–Vejle(185 km)
Etape vil føre rytterne ned gennem Jylland. Her vil de møde løbets højeste punkt på 170 meter over havets overflade ved Yding Skovhøj.
Rute: Aalestrup-Møldrup-Viborg-Dollerup Bakker-Kjellerup-Silkeborg-Gl. Rye-Yding Skovhøj-Uldum-Vejle, hvor der vil blive kørt 2 omgange af 5,5 km.
Etapens vinder:
Fabian Cancellara
Førertrøjen:
Fabian Cancellara

### Etape 3:Kolding–Odense(205 km)
Denne etape krydser Lillebæltsbroen hvorefter rytterne følger den vestlige og sydlige kyst på Fyn indtil Svendborg, hvorfra ruten drejer nordpå mod Odense, hvor etapen slutter.
Rute: Kolding-Middelfart-Assens-Hårby-Faaborg-Svendborg-Ringe-Odense, hvor der vil blive kørt 2 omgange af 4,4 km.
Etapens vinder:
Robert Förster
Førertrøjen:
Stuart O'Grady

### Etape 4:Sorø–Hillerød(100 km)
Fjerde etape går nordøst for Sorø gennem Tølløse – Michael Rasmussens fødeby – og videre til Hillerød.
Rute: Sorø-Stenlille-Tølløse-Kirke Hyllinge-Skibby-Frederikssund-Slangerup-Hillerød, hvor der vil blive kørt 2 omgange af 4,0 km.
Etapens vinder:
Olaf Pollack
Førertrøjen:
Stuart O'Grady

### Etape 5:Helsingør– Helsingør (15.5 km, ITT)
Femte etape er en enkeltstart.
Rute: Kronborgvej-Ndr. Strandvej-Hellebæk-Nygaard-Rute 205-Kronborgvej.
Etapens vinder:
Fabian Cancellara
Førertøjen:
Fabian Cancellara

### Etape 6:Gilleleje–Frederiksberg(156 km)
Den sidste etape vil bl.a. byde på Benbrækkeren, en stejl bakke i Nordsjælland, før etapen, som traditionen byder, ender med opløb på Frederiksberg Allé.
Rute: Gilleleje-"Benbrækkeren"-Helsinge-Hillerød-Blovstrød-Vedbæk-Frederiksberg, hvor der vil blive kørt 10 omgange af 6,0 km.
Etapens vinder:
Robert Förster
Førertrøjen:
Fabian Cancellara